# Best. Christmas. Ever!
Best. Christmas. Ever! är en amerikansk romantik- och komedifilm som hade premiär på Netflix den 16 november 2023. Filmen är regisserad av Mary Lambert efter ett manus skrivet av Todd Calgi Gallicano och Charles Shyer.

## Handling
Filmen kretsar kring Jackie (Norwood), som varje jul skickar ett skrytsamt julbrev som får hennes gamla kollega Charlotte (Graham) att känna sig illa till mods. Av en slump hamnar Charlotte och hennes man Rob (Biggs) med familj hos Jackies och hennes mans Valentinos (Cedeño) hem. Charlotte ser sin chans att visa Jackies liv inte är så perfekt.

## Rollista (i urval)
- Brandy Norwood – Jackie
- Heather Graham – Charlotte
- Jason Biggs – Rob
- Matt Cedeño – Valentino
- Madison Skye Validum
- Alireza Mirmontazeri
- Chase Ramsey
- Kylie Rohead
- Abby Villasmil